# Tadeusz Zwisłocki
Tadeusz Zwisłocki (ur. 15 maja 1889 w Czerniowcach, zm. 15 lutego 1929 w Krakowie) – polski inżynier chemik, w czasie I wojny światowej żołnierz legionista, major dyplomowany artylerii Wojska Polskiego, kawaler Orderu Virtuti Militari, doktor chemii na Politechnice Lwowskiej, organizator i dyrektor polskich zakładów chemii związków azotowych.

## Życiorys
Jako absolwent Uniwersytetu Lwowskiego objął tamże asystenturę przy katedrze chemii lekarskiej. W tym czasie związał się ze środowiskiem niepodległościowej inteligencji lwowskiej i obozem niepodległościowym Józefa Piłsudskiego. W legionach początkowo przydzielony został do artylerii II Brygady Legionów, następnie walczył w szeregach I Brygady. 9 października 1915 został awansowany na chorążego, a 1 maja 1916 na podporucznika.
W okresie grudzień 1918 – styczeń 1919 z rozkazu Józefa  Piłsudskiego przebywał na Węgrzech z misją wojskową celem wynegocjowania z władzami tego kraju i aliantami zgody na przewiezienie do Polski zdobytych zapasów niemieckiej broni i amunicji.
W 1919 w oddziałach armii gen. Józefa Hallera w Polsce, następnie ukończył kurs Wojennej Szkoły Sztabu Generalnego. Latem 1920 pełnił służbę na stanowisku adiutanta służbowego wiceministra Spraw Wojskowych, generała porucznika Kazimierza Sosnkowskiego. Na tym stanowisku 15 lipca został zatwierdzony z dniem 1 kwietnia 1920 w stopniu majora Sztabu Generalnego z dniem 1 kwietnia 1920, w artylerii, w „grupie byłych Legionów Polskich”. W 1920 zajmował stanowisko szefa Oddziału IV Sztabu Armii Rezerwowej. W 1921 pełnił obowiązki szefa Wydziału Przemysłu Wojennego w Ministerstwie Spraw Wojskowych w Warszawie, pozostając w ewidencji 1 pułku artylerii polowej Legionów. Z dniem 1 października 1921 został przeniesiony na własną prośbę w stan nieczynny na dwa lata, a następnie do rezerwy. 3 maja 1922 został zweryfikowany w stopniu majora ze starszeństwem z 1 czerwca 1919 i 17. lokatą w korpusie oficerów artylerii.
W latach 1922–1925 był dyrektorem naczelnym Zakładów Azotowych w Chorzowie, przy uruchomieniu których współpracował z poznanym już wcześniej we Lwowie Ignacym Mościckim. W latach 1925–1927 był dyrektorem fabryki chemicznej „Azot” w Jaworznie. Od 1927 r. do śmierci pełnił funkcję dyrektora Państwowej Fabryki Związków Azotowych w budowie w Mościcach k. Tarnowa. Pochowany w grobowcu rodzinnym Mościckich na cmentarzu Powązkowskim w Warszawie (kwatera 205-5,6-19,20,21,22).

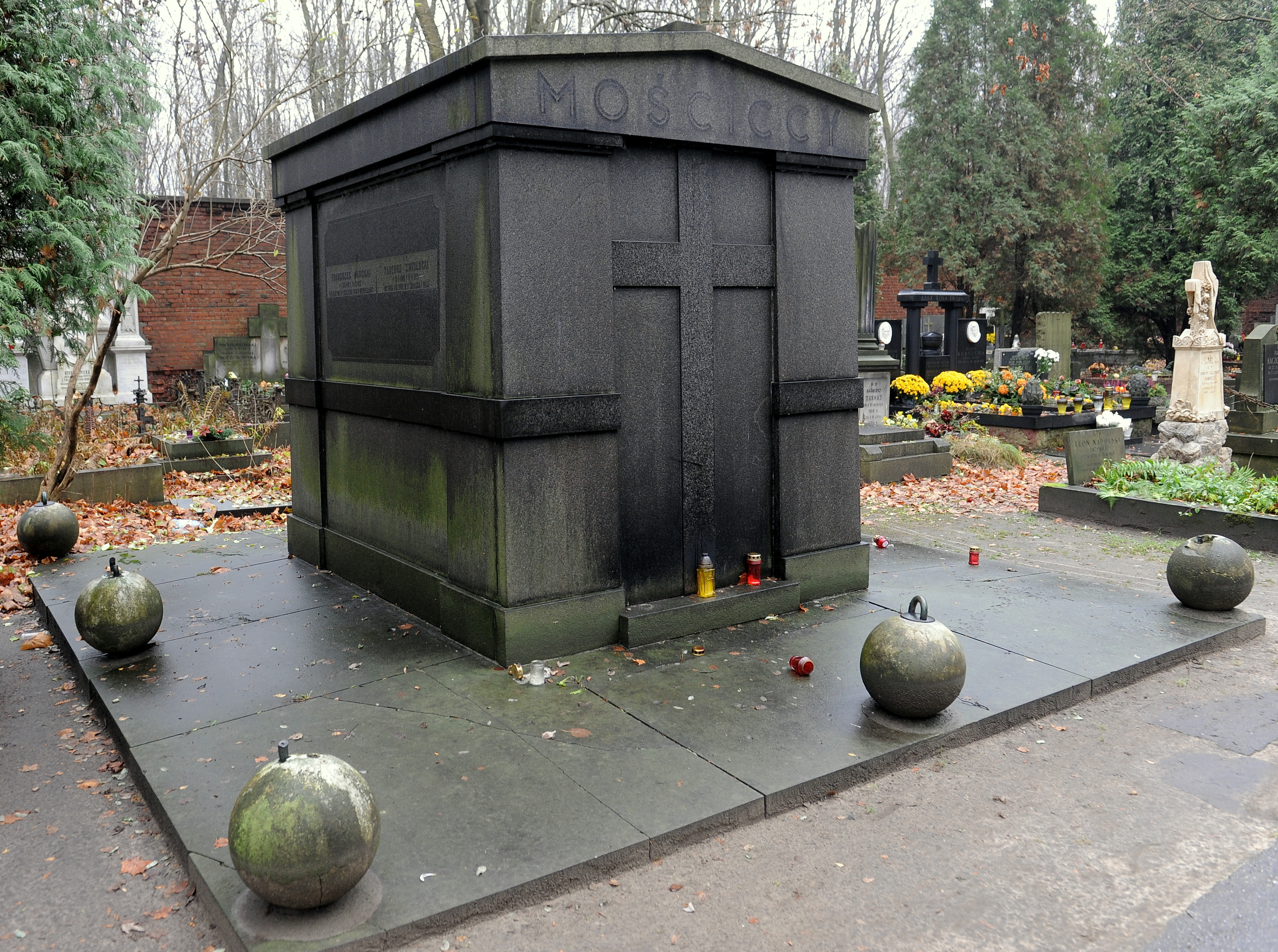
Grobowiec rodziny Mościckich

## Życie prywatne
Od 12 listopada 1919 do śmierci był żonaty z Heleną z Mościckich, córką inżyniera chemika, późniejszego prezydenta Rzeczypospolitej Polskiej Ignacego Mościckiego. Ich synem był Józef Zwisłocki, fizyk i specjalista w dziedzinie psychoakustyki.

## Ordery i odznaczenia
- Krzyż Srebrny Orderu Wojskowego Virtuti Militari nr 7547 (17 maja 1922)[8]
- Krzyż Niepodległości z Mieczami (pośmiertnie, 12 maja 1931)[9]
- Krzyż Kawalerski Orderu Odrodzenia Polski (2 maja 1923)[10][11][12]
- Krzyż Walecznych (po raz pierwszy: 12 lipca 1921[13], po raz drugi i trzeci: 14 kwietnia 1922[14])
- Złoty Krzyż Zasługi (pośmiertnie, 7 listopada 1929)[15]